# Фуксман, Илья Леонтьевич
Илья́ Лео́нтьевич (Илиокум Вульфович) Фу́ксман (1835 или 1840 год — 13 мая 1917 года) — томский предприниматель и общественный деятель, купец первой гильдии. Почётный гражданин.

## Биография

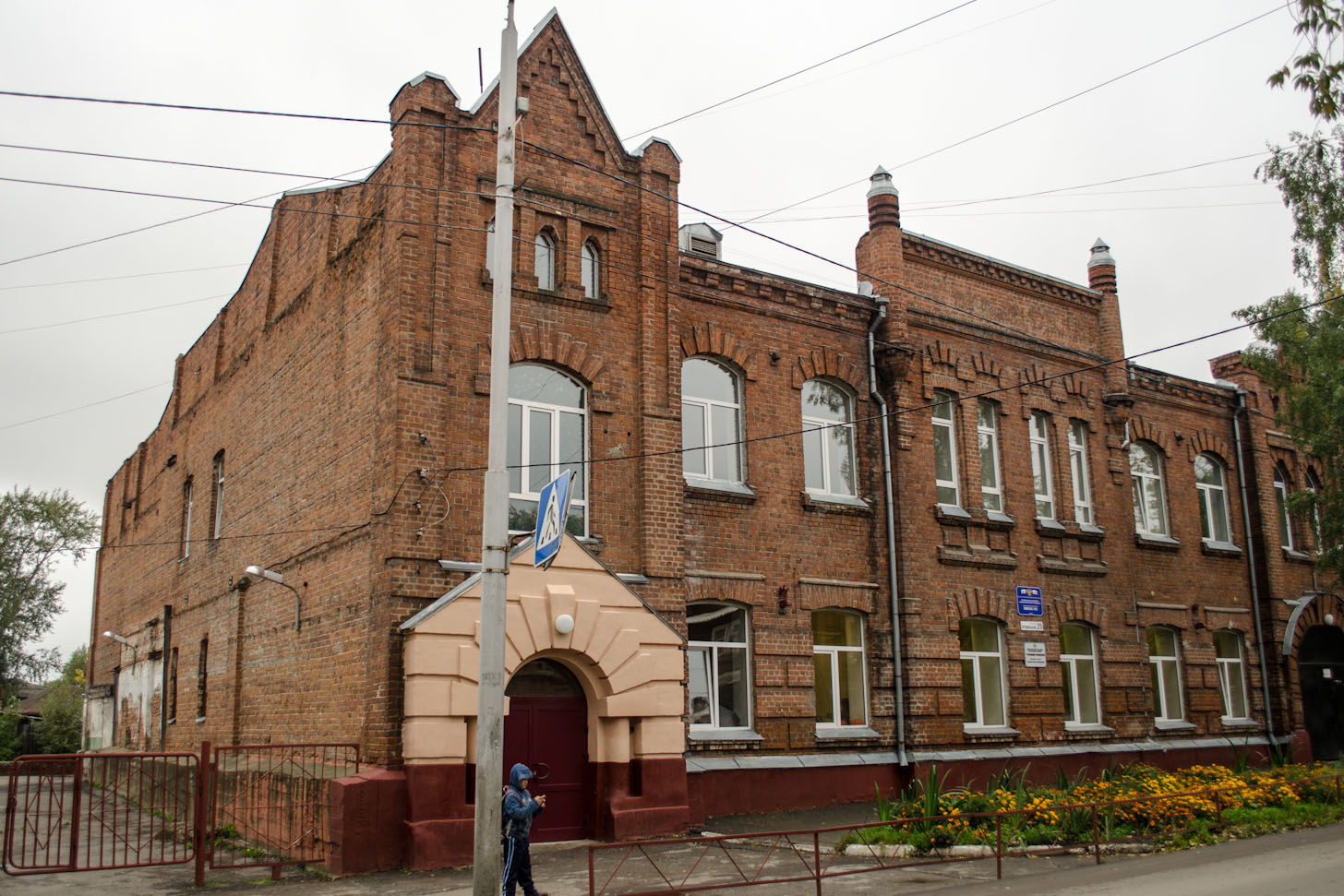
Октябрьская улица, д. 25.

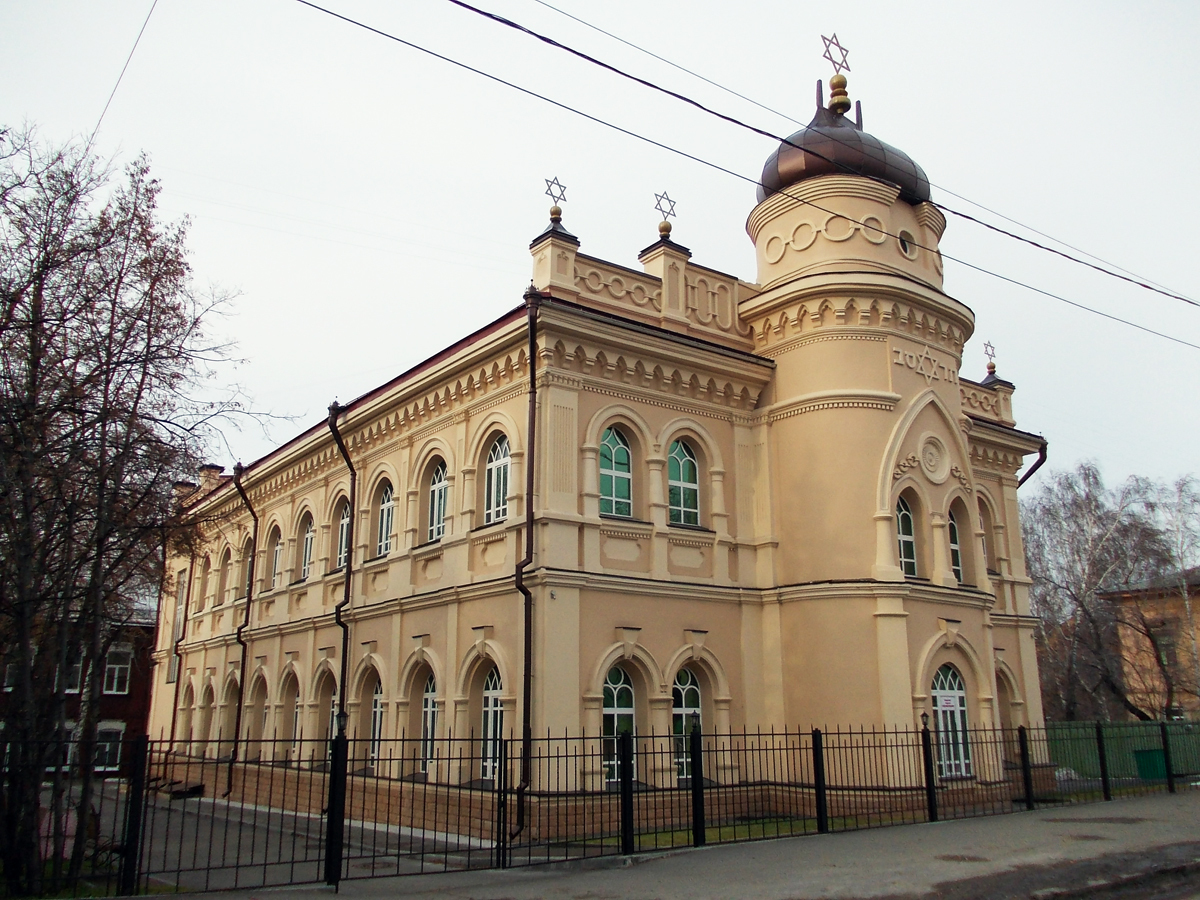
Томская Хоральная Синагога

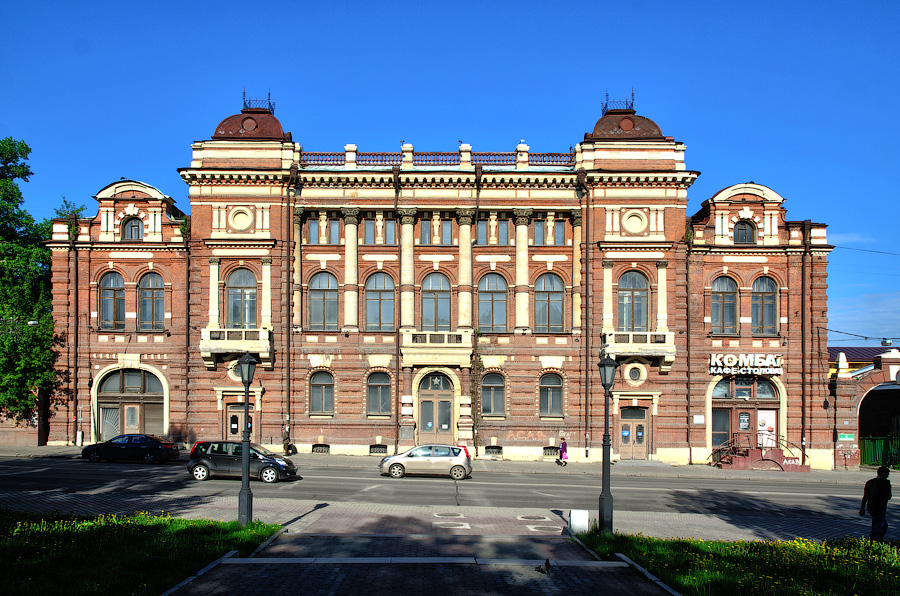
Общественное собрание

Родился в еврейской семье в черте оседлости. Подростком вместе с родителями был сослан в город Каинск (Томская губерния), семья была приписана к мещанам.
В 1857 году вместе с отцом и братом Иоселем (Осипом) был обвинён в краже и заключён под стражу. После высылки отца в Восточную Сибирь вместе с матерью и младшими братьями переехал в Томск.
Записался в купеческое сословие, не позже 1867 года состоял уже во 2-й гильдии, в 1890-х годах — в 1-й гильдии. С 1868 года арендовал паровой Гавриило-Николаевский (Гаврило-Никольский) завод на реке Ушайке близ деревни Хайдуковой. В декабре 1876 стал вместе с братом Осипом соучредителем товарищества «И. и О., братья Фуксманы», в собственности которого имелись водочный завод в Воскресенской части Томска, оптовый склад вина и спирта, позже — самая крупная в городе пекарня.
В 1870-х годах приобрёл в собственность расположенный у деревни Хайдуковой участок земли и Мариинский винокуренный завод (по другим данным — в 1866, с 1876 по 1912 год завод находился в аренде у его сына Григория и назвался потому Григорьевским). На приобретённом в собственность земельном участке устроил паровую мельницу (Ильинская мельница), торговал мукой собственного производства. В 1891 году первым в Томске электрифицировал мельницу и жилой дом при ней.
В июне 1893 года 4-этажная деревянная мельница сгорела дотла, при этом амбары с хлебом удалось сохранить. По страховке (здание было застраховано на 20 000 руб.), отстроил мельницу заново. В конце 1905 года мельница была сожжена во время черносотенного погрома в Томске.
Владел золотыми приисками, конным заводом. Торговал вином собственного производства, а также породистым скотом, чистокровными лошадями.
В 1888 году отсидел 6 месяцев в тюрьме по приговору суда за участие в сговоре с А. Н. Пастуховым, В. Н. Вытновым и др. о повышении цен на винопродукцию.
Занимал видное место в общественной жизни Томска. Избирался в Томскую городскую думу (1887—1890), был исключен из числа гласных за наличие судимости. Впоследствии вошёл в состав особого раскладочного присутствия Томского горного управления.
Избирался в старшины Общественного собрания Томска, был директором Томского отделения Императорского Русского музыкального общества, состоял пожизненным членом Общества для доставления средств Сибирским высшим женским курсам, действительным членом Общества содействия физическому развитию, распорядителем Общества охотников рысистых лошадей.
В 1896 году построил большой деревянный дом для еврейского училища, а в 1910 году на выделенные им средства по проекту архитектора Т. Фишеля для еврейского начального училища было построено каменное здание (здание сохранилось — улица Октябрьская, 25).
Был одним из главных жертвователей на строительство каменного здания Хоральной синагоги (здание сохранилось — улица Розы Люксембург, 38).
Состоял членом комитета по строительству здания Общественного собрания в Томске в 1898—1900 годах.
Имел в Томске большой жилой дом на Почтамтской улице (современный адрес — Проспект Ленина, 107). Помещения на первом этаже дома сдавал галантерейному магазину.